# Vanavana
Vanavana également appelé Kurataki ou Huataki, est un atoll situé dans l'archipel des Tuamotu en Polynésie française. Il est rattaché administrativement à la commune de Tureia.

## Géographie

### Situation
Vanavana est situé à 58 km à l'ouest de Tureia, l'atoll le plus proche auquel il est rattaché, à 115 km au nord de Moruroa et à 1 090 km à l'est de Tahiti. C'est un petit atoll de forme ovale de 3,5 km de longueur et 2,2 km de largeur maximales pour une surface de terres émergées de 5 km2. Il possède un lagon d'une surface d'environ 6 km2 avec, à l'ouest, une passe peu profonde — non praticable pour la navigation — de communication des eaux avec l'océan.
Il n'est pas habité de manière permanente.

### Géologie
D'un point de vue géologique, l'atoll est l'excroissance corallienne (de 400 mètres) du sommet du mont volcanique sous-marin homonyme qui mesure 3 700 mètres, depuis le plancher océanique, formé il y a environ 40,1 à 41,3 millions d'années.

## Histoire
La première notification de cet atoll a été faite par Frederick Beechey le 25 janvier 1826, qui le nomme du nom de l'explorateur britannique John Barrow (Barrow Island).
Au XIXe siècle, Vanavana devient un territoire français peuplé alors d'environ 20 habitants autochtones vers 1850. Dans la deuxième moitié du XXe siècle, l'atoll devient inhabité de manière permanente, bien que quelques bâtiments y soient présents au nord du motu, mais reçoit des visites régulières pour la production de coprah.

## Faune et flore
L'atoll a été pratiquement intégralement replanté avec des cocotiers pour l'exploitation de la coprah. Il accueille une population endémique de Chevaliers des Tuamotu.

## Économie
Inhabité de manière permanente, il est cependant exploité pour sa cocoteraie plantée qui recouvre l'ensemble de l'atoll.